# Јелена Ступљанин
Јелена Ступљанин (Београд, 30. јун 1978) српска је глумица.

## Биографија
Јелена је у Београду завршила основну и средњу школу. Године 1996, након трећег разреда средње школе, уписала се на Факултет драмских уметности. Дипломирала је маја 2000. године с представом Мајко, шта сам све могла бити. Прва њена професионална улога била је улога Бебе Панчић или насловне „лутке“ у каснијој хит-представи Лутка са насловне стране. Улога је била намењена Мини Лазаревић, која је због повреде отказала улогу. Ступљанинова је примљена на аудицији организованој након отказа Мине Лазаревић. Премијера представе била је у Центру „Сава“ пред 4000 гледалаца. Постаје члан Театра Т, а 2001. године и члан Атељеа 212, где се и данас налази. Године 2002. глуми лик студенткиње Сташе у серији Лисице, а 2004. године има мању улогу у филму Милоша Радовића Пад у рај.
Године 2004. одлази у Њујорк и почиње похађати чувени Акторс студио, да би 2005. године дипломирала пред комисијом у саставу: Роберт де Ниро, Џесика Ланг и Мерил Стрип.
Удата је за глумца Бојана Димитријевића.

## Филмографија
| Год.        | Назив                                   | Улога                 | Напомена                |
| ----------- | --------------------------------------- | --------------------- | ----------------------- |
| 1998.       | Генерација 2000                         | Јелена                |                         |
| 2000.       | Зека, Црвенкапа и Лотар Матеус          | директорка синдиката  |                         |
| 2000.       | Пена за бријање                         |                       |                         |
| 2002—2003.  | Лисице                                  | Сташа                 | ТВ серија, главна улога |
| 2003.       | Наша мала редакција                     | Исидора               |                         |
| 2003.       | Новогодишњи програм                     |                       |                         |
| 2004.       | Пад у рај                               | девојка II            |                         |
| 2005.       | Пелине ђаконије                         |                       |                         |
| 2006.       |                                         | девојка из кампа      | ТВ серија, 1 еп.        |
| 2006.       |                                         | Орнела                |                         |
| 2007.       |                                         | Жена                  |                         |
| 2008.       |                                         | француски студент     |                         |
| 2008.       |                                         | Жена                  |                         |
| 2009.       | Хитна помоћ                             |                       |                         |
| 2010.       | Циркус Колумбија                        | Азра                  |                         |
| 2012.       | Јелена, Катарина, Марија                | Катарина              |                         |
| 2013.       | Лове Хантер: Приче из њујоршког таксија | Лела                  |                         |
| 2014.       | Квинтед                                 | Маша                  |                         |
| 2014.       |                                         | Маша                  |                         |
| 2015.       |                                         | Водитељка             |                         |
| 2015.       | Андрија и Анђелка                       | продавачица у петшопу | ТВ серија, 1 еп.        |
| 2016.       | Луд, збуњен, нормалан                   | Весна                 | ТВ серија, 3 еп.        |
| 2016.       | Лажни свједок                           | Весна                 |                         |
| 2016.       | Влажност                                | Анџела                |                         |
| 2016.       | Лажни сведок                            | Весна Суновратило     |                         |
| 2016.       | Црна листа                              | Василија Патинка      |                         |
| 2016.       | Влажност                                | Анђела                |                         |
| 2017.       |                                         | Гуилиана              |                         |
| 2017.       | Мамини синови                           | Сека                  |                         |
| 2018.       | Мрњавчевићи: Кад гусле утихну           | Даница Марковић       |                         |
| 2018.       | Магда                                   |                       |                         |
| 2018.       | Даница Марковић                         |                       |                         |
| 2019.       | Пет                                     | директорка школe      | ТВ серија, 2 еп.        |
| 2019.       | Дуг мору                                | Ђорђева жена          | ТВ серија, 2 еп.        |
| 2019.       | Шавови                                  | Радница на салтеру    |                         |
| 2019—2020.  | Државни службеник                       | Луиза                 | ТВ серија, 13 еп.       |
| 2020.       | Анин свет                               | Мили                  | кратки филм             |
| 2020.       |                                         | Јована                | кратки филм             |
| 2020—у току | Камионџије д. о. о.                     | Сека                  | ТВ серија, главна улога |
| 2021.       | Каљаве гуме                             | Дина                  | ТВ серија, 8 еп.        |
| 2021.       | Једини излаз                            | Димитријева мајка     | ТВ серија, 2 еп.        |
| 2021.       | Случај породице Бошковић                | поштарка Живка        | ТВ серија               |
| 2021.       | Радио Милева                            | Верица                | ТВ серија, 2 еп.        |
| 2021.       | Црна свадба                             | Данијела Благојевић   | ТВ серија, 7 еп.        |
| 2021.       |                                         | Два                   | ТВ серија, 14 еп.       |
| 2022.       |                                         | Лаура                 |                         |
| 2023.       | Немирни                                 |                       |                         |
| 2023.       |                                         |                       |                         |

## Емисије
| Година     | Емисија | Канал   |
| ---------- | ------- | ------- |
| 2004-2005. | Зуки    | Хепи ТВ |